# 7124 Glinos
7124 Glinos è un asteroide della fascia principale. Scoperto nel 1990, presenta un'orbita caratterizzata da un semiasse maggiore pari a 3,1379782 UA e da un'eccentricità di 0,0376929, inclinata di 17,94233° rispetto all'eclittica.
L'asteroide è dedicato all'astronomo canadese Tom Glinos.